# 閔肯鎬
閔 肯鎬（ミン・グンホ、朝鮮語: 민긍호、1865年 - 1908年2月29日）は、李氏朝鮮末期、大韓帝国の軍人、義兵隊長・独立運動家。本貫は驪興閔氏。

## 生涯
京城出身。父は閔致鳳、母は原州元氏。1898年、30代にして大韓帝国軍人となり、鎮衛隊原州歩兵第5大隊の高城分遣隊附や春川分遣隊附勤務。1900年正校、翌1901年には特務正校（特務曹長、准尉に相当）となったのち、歩兵第5大隊本隊附。1907年、高宗が退位し、大韓帝国軍の各部隊に次々と解散命令が下される。かくして8月2日に第5大隊にも解散命令が下されたが、3日後の8月5日、大隊長の洪裕馨参領が出向している間に大隊長代理の金徳済正尉、孫在奎参尉、韓甲復正校らと武装蜂起し、警察署などを襲撃する。江原道地域で募兵して義兵を起こし、関東一帯で多数の日本兵を射殺した。
李殷瓚が楊州市で義兵を起こした時に加わり、関東軍倡義大将になって100回の戦功を立てた。1908年2月28日、雉岳山で日本兵の不意の襲撃を受けて逮捕される。翌日2月29日、部下の義兵らが救出作戦を起こし、奪還されることを恐れた日本軍により射殺された。
1962年に建国功労勳章単章が授与された。

## 家族
家族は安重根の助けで、豆満江を渡ってロシアに逃れた。家族はカザフスタンに住み、玄孫（孫娘の孫にあたる）のデニス・テンはソチ冬季オリンピックで銅メダルを獲得している。

## 参考サイト
- 네이버 캐스트 : 오늘의 인물 - 민긍호
- KBS 파노라마 高麗人 이주 150주년 캬레이스키 3부
- “閔肯鎬義兵長の痕跡を探して、全軍人と血と汗（민긍호 의병장의 흔적을 찾아서, 참군인 그리고 피와 땀）”.   国家報勲処. 2017年10月8日閲覧。